# NGC 5227
NGC 5227 је спирална галаксија у сазвежђу Девица која се налази на NGC листи објеката дубоког неба.
Деклинација објекта је + 1° 24' 38" а ректасцензија 13h 35m 24,7s. Привидна величина (магнитуда) објекта NGC 5227 износи 12,9 а фотографска магнитуда 13,7. NGC 5227 је још познат и под ознакама UGC 8566, MCG 0-35-10, CGCG 17-29, IRAS 13328+0140, PGC 47915.